# بنو (دشتی)
بنو (دشتی)، روستایی از توابع بخش شنبه و طسوج شهرستان دشتی در استان بوشهر ایران است.

## جمعیت
این روستا در دهستان طسوج قرار دارد و براساس سرشماری مرکز آمار ایران در سال ۱۳۸۵، جمعیت آن زیر سه خانوار بوده‌است.